# دومينيك ونايت
دومينيك ونايت (بالإنجليزية: Dominic Knight)‏ (26 يناير 1977، سيدني في أستراليا)؛ كاتب سيناريو، مقدم برامج إذاعية وروائي أسترالي.

## روابط خارجية
- دومينيك ونايت على موقع IMDb (الإنجليزية)